# Kiss (snooker)
Kiss (snooker) (ang. pocałunek) − termin oznaczający w snookerze kontakt dwóch dowolnych bil.
Innym określeniem służącym do nazwania kontaktu dwóch bil jest "kanon".